# Contea di Taoyuan (Hunan)
La contea di Taoyuan (桃源县S, Táoyuán XiànP) è una contea della Cina, situata nella provincia di Hunan e amministrata dalla prefettura di Changde.